# Christina Drechsler
Christina Drechsler (* 11. Oktober 1978 in Berlin; † 30. Dezember 2022 ebenda) war eine deutsche Schauspielerin. Bekannt wurde sie vor allem durch ihr zehnjähriges Engagement am Berliner Ensemble.

## Leben

### Erste Rollen und Studium
Christina Drechsler erhielt 1997, noch während ihrer Schulzeit, ihre erste Schauspielrolle in der RTL2-Soap-Opera Alle zusammen – jeder für sich, wo sie ein halbes Jahr lang die todkranke Eva Sanders verkörperte. Danach spielte sie kleinere Rollen am Maxim-Gorki-Theater Berlin, darunter in Berlin Alexanderplatz (mit Ben Becker als Franz Biberkopf) und in Die Ratten als Selma Knobbe, beides Inszenierungen von Uwe Eric Laufenberg. Nach dem Abitur studierte sie Schauspiel an der Hochschule für Schauspielkunst „Ernst Busch“ Berlin und schloss 2004 mit Diplom ab.

### Theater und Film
Von 2003 bis 2013 war sie festes Mitglied am Berliner Ensemble (BE). 2005 erhielt sie den Daphne-Preis der TheaterGemeinde Berlin für „herausragende schauspielerische Leistungen“. Sie arbeitete mit Thomas Langhoff zusammen, unter anderem als Hedvig in der Wildente oder als Lavinia in Schändung, mit George Tabori (u. a. als Mitzi in seinem Stück Jubiläum) und mit Robert Wilson (als Polly in der Dreigroschenoper, in Shakespeare’s Sonette und als Gretchen in Faust). Am BE spielte sie Kattrin, die stumme Tochter in Mutter Courage und ihre Kinder, von Claus Peymann inszeniert. Später arbeitete sie als freie Schauspielerin, so als Gast am Düsseldorfer Schauspielhaus in Robert Wilsons Der Sandmann nach E. T. A. Hoffmann (Premiere: Mai 2017).
Neben ihrer Arbeit als Theaterschauspielerin wirkte Drechsler zwischen 1997 und 2012 in einigen Film- und Fernsehproduktionen. Im Fernsehen war sie u. a. 1999 an der Seite von Robert Stadlober im Polizeiruf 110: Mörderkind als 14-jährige Jennifer zu sehen, die mit einem Stein erschlagen und anschließend vergewaltigt wird. 2004 übernahm sie in der Sat.1-Fernsehserie Mit Herz und Handschellen als Sophie Luckner eine kurzzeitige Hauptrolle. In der Comedy-Serie Stromberg mit Christoph Maria Herbst spielte sie von 2009 bis 2010 die Rolle der Mia. In dem im Januar 2011 gesendeten Kriminalfilm Ein starkes Team: Blutsschwestern übernahm sie als Blutsschwester Nicole Soders eine tragende Episodenrolle neben Henny Reents und Katharina Heyer. Sie war auch an einigen Kinofilmen beteiligt. Christian Schwochow besetzte sie 2008 in seinem Diplomfilm Novemberkind als beste Freundin Steffi der von Anna Maria Mühe verkörperten Protagonistin. 2012 wurde sie für ihre Nebenrolle in Schwochows Drama Die Unsichtbare, in dem sie die behinderte Schwester der Hauptfigur spielte, für den Deutschen Filmpreis nominiert. Nach 2012 übernahm sie keine Rollen in Film und Fernsehen.

### Tod

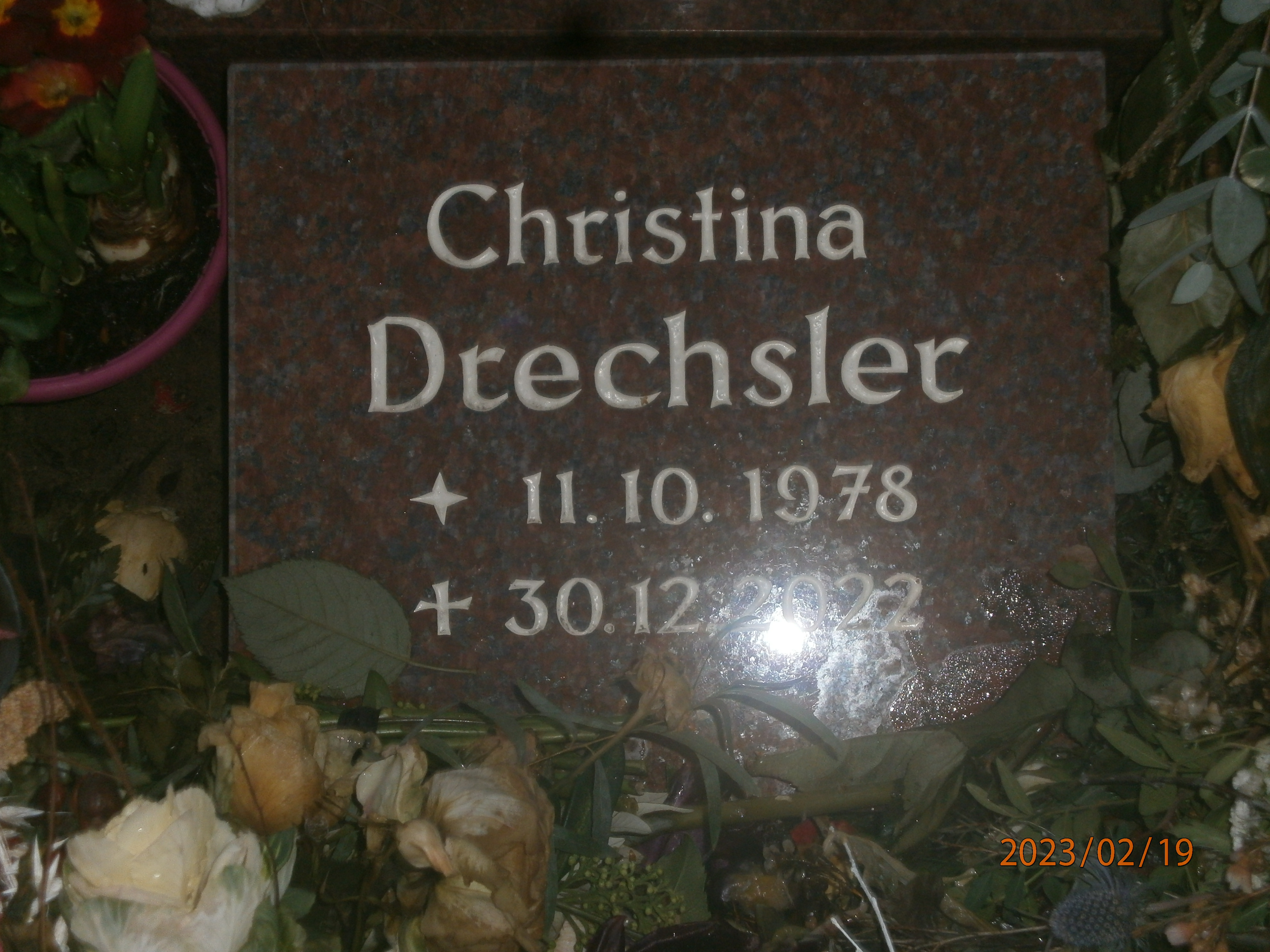
Christina Drechslers Grab auf dem Dorotheenstädtischen Friedhof

Anfang Januar 2023 gab der Schauspieler Sabin Tambrea den Tod von Christina Drechsler auf Instagram bekannt.

## Filmografie
- 1997: Alle zusammen – jeder für sich (Fernsehserie, 116 Folgen)
- 1998: Hallo, Onkel Doc! (Fernsehserie, Folge: In hilfloser Verzweiflung)
- 1999: Polizeiruf 110: Mörderkind (Fernsehreihe)
- 2000: Das Alibi
- 2001: Kleeblatt küsst Kaktus (Fernsehfilm)
- 2003: Adelheid und ihre Mörder (Fernsehserie, Folge: Tomatensoße des Grauens)
- 2003–2005: Mit Herz und Handschellen (Fernsehserie, 10 Folgen)
- 2004: Für alle Fälle Stefanie (Fernsehserie, 2 Folgen)
- 2004: Küstenwache (Fernsehserie, Folge: In der Höhle des Löwen)
- 2005: In aller Freundschaft (Fernsehserie, Folge: Todesstunde)
- 2008: Novemberkind
- 2009: Shakespeares Sonette
- 2009–2010: Stromberg (Fernsehserie)
- 2010: Drei
- 2011: Ein starkes Team: Blutsschwestern (Fernsehreihe)
- 2011: Die Unsichtbare
- 2012: Kennen Sie Ihren Liebhaber? (Fernsehfilm)

## Auszeichnungen
- 2005: Daphne-Preis der TheaterGemeinde Berlin
- 2012: Nominierung für den Deutschen Filmpreis als beste Darstellerin in einer Nebenrolle für Die Unsichtbare

## Belege
1. ↑  Jo Achim Geschke: D‘Haus im April: Dürrenmatt, Robert Wilsons „Sandmann“, Sascha Lobo zur Demokratie und das Gesellschaftsmodell Großbaustelle. In: neue-duesseldorfer-online-zeitung.de. 28. März 2017, abgerufen am 28. März 2017 (deutsch).
2. ↑  Rixa Kleymann: Schauspielerin im Alter von 41 Jahren gestorben. In: bunte.de. 4. Januar 2023, abgerufen am 4. Januar 2023.
3. ↑  „So viele verzaubert“: Die Schauspielerin Christina Drechsler starb mit 41 Jahren Berliner Zeitung vom 4. Januar 2023

| Personendaten    | Personendaten           |
| ---------------- | ----------------------- |
| NAME             | Drechsler, Christina    |
| KURZBESCHREIBUNG | deutsche Schauspielerin |
| GEBURTSDATUM     | 11. Oktober 1978        |
| GEBURTSORT       | Berlin                  |
| STERBEDATUM      | 30. Dezember 2022       |
| STERBEORT        | Berlin                  |